# زائولزی
زائولزی که در لهستانی زائولژه و در آلمانی اولزا گبیت نامیده می‌گردد ناحیه‌ای است متعلق به جمهوری چک که در دوره میان دو جنگ جهانی جمهوری دوم لهستان و جمهوری اول چکسلواکی بر سر آن اختلاف داشتند. نام این منطقه به معنی سرزمین‌های فراتر از رود اولزا است. این ناحیه در سال ۱۹۲۰ میلادی و پس از تقسیم ناحیه تشینسکه سوسکو میان لهستان و چکسلواکی ایجاد شد و قسمت شرقی بخش در کنترل چکسلواکی محسوب می‌گشت. این تقسیم‌بندی هیچ‌یک از طرفین را راضی نکرد و درگیری‌ها بر سر آن ادامه داشت تا آنکه در اکتبر ۱۹۳۸ و پس از توافقنامه مونیخ لهستان این ناحیه را به اشغال خویش درآورد. پس از تهاجم به لهستان در سال ۱۹۳۹ این ناحیه تا سال ۱۹۴۵ در اشغال آلمان نازی بود و بعد از پایان جنگ مرزها به حالت سال ۱۹۲۰ بازگشت.
به صورت تاریخی مردمان لهستانی غالب ساکنین این ناحیه بودند. در طول حکمرانی اتریشی‌ها تشینسکه سوسکو به سه بخش تقسیم گشت که سه ناحیه از آن لهستانی نشین و یک بخش باقی مانده چک نشین بودند. در قرن ۱۹ میلادی جمعیتی آلمانی‌ها رو به افزایش رفت که بعدها در پایان قرن از تعداد ایشان کاسته شد. در قرن بیستم و بین سال‌های ۱۹۲۰ تا ۱۹۳۸ سیاست‌های یکسان‌سازی جمعیت و مهاجرت چک‌ها آن‌ها را به اکثریت و لهستانی‌ها را به اقلیت تبدیل کرد که هنوز هم اینگونه است. تا پیش از جنگ جهانی دوم جمعیت قابل توجهی از یهودیان نیز در این منطقه زندگی می‌کردند که تقریباً تمامی آن‌ها در طول سلطه نازی‌ها کشته شدند.
امروزه علاوه بر سه گروه قومی لهستانی، آلمانی و چک یک گروه دیگر که خود را سیلزیایی می‌خوانند نیز در این قسمت وجود دارند. عمده طرفداران این گروه اخیر را پروتستان‌هایی تشکیل می‌دهند که در بخش شرقی تشینسکه سوسکو (بخش در کنترل لهستان) زندگی می‌کنند و در خود بخش زائولزی طرفداران چندانی ندارد.